# Henry Wellesley
Henry Arthur Mornington Wellesley (14 janvier 1866 - 15 janvier 1919) est un aristocrate anglais.

## Jeunesse
Henry est né à Wilton Place, à Londres le 14 janvier 1866. Il est le fils aîné de William Wellesley, 2e comte Cowley (1834-1895) et d'Emily Gwendoline Peers-Williams (1839-1932). Sa sœur, Lady Eva Wellesley, se marie, en tant que seconde épouse, avec Randolph Wemyss (en), Laird du château de Wemyss et chef du clan Wemyss .
Sa mère est la deuxième fille du colonel Thomas Peers Williams député de Great Marlow et d'Emily Bacon (une fille d'Anthony Bushby Bacon d'Elcott). Ses grands-parents paternels sont Henry Wellesley, 1er comte Cowley (le fils aîné de Henry Wellesley (1er baron Cowley) et Lady Charlotte Cadogan, la fille de Charles Cadogan (1er comte Cadogan)) et l'hon. Olivia Cecilia FitzGerald (une fille de Charlotte FitzGerald-de Ros (20e baronne de Ros) et de Henry FitzGerald, le quatrième fils de James FitzGerald (1er duc de Leinster)). Son grand-père, le 1er comte Cowley, est ambassadeur de la reine Victoria en France pendant quinze ans et est le neveu du 1er duc de Wellington et du 1er marquis Wellesley. La tante de Lord Cowley, Lady Feodorowna Wellesley, est mariée à Francis Bertie, 1er vicomte Bertie de Thame  qui est également ambassadeur britannique en France.

## Carrière
Il fréquente le Collège d'Eton entre 1880 et 1881.
Il est capitaine dans le Wiltshire Regiment et obtient le grade de lieutenant en 1893 dans les Royal Gloucestershire Hussars. À la mort de son père en 1895, il devient le troisième comte Cowley. Entre 1899 et 1900, Lord Cowley combat dans la guerre des Boers avec l'Imperial Yeomanry .
Il occupe le poste de juge de paix pour le Wiltshire .

## Vie privée
Le 17 décembre 1889, il épouse Lady Violet Nevill, à l'église St George de Hanover Square, à Londres. la fille de William Nevill (1er marquis d'Abergavenny) et de Caroline Vanden-Bempde-Johnstone (une fille de Sir John Vanden-Bempde-Johnstone, 2e baronnet) . Avant qu'elle ne divorce le 2 février 1897, alléguant son « inconduite », ils sont les parents d'un fils  :
- Christian Arthur Wellesley, 4e comte Cowley (1890-1962), un acteur et officier de l'armée qui épouse l'actrice Mae Pickard en 1914. Ils divorcent en 1933 et il se remarie avec Mme Mary Himes (née Mary Elsie May) en 1933 [1].

Il épouse, en secondes noces, Millicent Florence Eleanor (née Wilson) Cradock-Hartopp (1872-1952) le 14 décembre 1905 à Colombo au Sri Lanka . Millicent, l'épouse divorcée de Sir Charles Cradock-Hartopp, 5e baronnet, est la fille de Charles Wilson (1er baron Nunburnholme) et de Florence Jane Helen Wellesley. En 1912, alors qu'il est encore marié à sa seconde épouse, Lord Cowley est cité dans le procès de divorce de Geoffrey Charles Buxton contre sa femme. Avant qu'elle ne divorce en 1913, citant sa « désertion et son inconduite avec Mme. GC Buxton", ils sont les parents de :
- Diana Mary Wellesley (d. 1984), qui épouse le colonel Daniel Dixon (2e baron Glentoran), fils de Herbert Dixon (1er baron Glentoran) et Emily Bingham (une fille de John Bingham (5e baron Clanmorris) (en)) [1]
- Cecilia Katherine Wellesley (d. 1952), qui épouse John Claude Smiley, fils du major Sir John Smiley, 2e baronnet, en 1936. Ils divorcent en 1942 et elle épouse le lieutenant-colonel Norman David Melville Johnstone, fils du major Charles Melville Johnstone, en 1942. Ils divorcent en 1950 et elle se remarie, en troisièmes noces, à Norman Hyman Wachman, fils de Woolf Wachman, en 1950 [1].

Son troisième et dernier mariage est avec Clare Florence Mary (née Stapleton) Buxton le 19 janvier 1914. Clare, qui est alors divorcée de son mari Geoffrey Buxton de Dunston Hall, est la fille de Sir Francis Stapleton, 8e baronnet et de Mary Catherine Gladstone. Ils sont les parents de :
- Henry Gerald Valerian Francis Wellesley (1907-1981), qui épouse Doris Caroline Sabia Kennedy, fille d'Edward Robert Kennedy, en 1929. Ils divorcent en 1953 et il épouse Nancy Joan Hilliam, fille de Bentley Collingwood Hilliam, en 1954. Son second mariage est annulé en 1955 et il épouse Marina Isabel Sherlock Eustace, fille de Frank Rowland Eustace, en 1957. Ils divorcent en 1969 et il épouse, en quatrièmes noces, Valerie Rose Pitman, fille de Christian Ernest Pitman, en 1969 [1].

Lord Cowley est décédé à Chippenham dans le Wiltshire le 15 janvier 1919, à l'âge de 53 ans . Il est enterré à Chippenham . Sa veuve, la comtesse douairière de Cowley, est décédée dans un incendie le 8 mai 1949 .